# 郵便印
郵便印（ゆうびんいん、英: postal marking）は、郵便に使われる日付印や抹消印、証示印の総称である。広義では、手書きの表記も含まれる。
郵便印を中心としたコレクションは郵便印郵趣（マルコフィリー）と称され、その使用目的、使用期間、使用地域、印色や形の変形などを研究し、時代を追って整理、構成した切手コレクションのことをいう。